# Amédée Mannheim
Victor Mayer Amédée Mannheim (Paris, 17 de julho de 1831 — Paris, 11 de dezembro de 1906) foi um matemático, engenheiro e oficial francês.
Inventou a moderna régua de cálculo.